# ديفيد كونولي
ديفيد كونولي (بالإنجليزية: David Connolly)‏ (مواليد 6 يونيو 1977) هو لاعب كرة قدم. يلعب مع منتخب جمهورية أيرلندا لكرة القدم. سبق له أن لعب في كأس العالم لكرة القدم مع منتخب بلاده.

## مسيرته الكروية
لعب ديفيد كونولي خلال مسيرته الاحترافية مع 13 ناديًا في ستة وعشرون موسمًا وسجل خلالها 178 هدف ضمن 446 مباراة. ولم يفز بأي موسم بالكأس أو بالدوري.
خاض ديفيد كونولي مسيرته مع نادي واتفورد في موسم 1994–95 واستمر معه طيلة ثلاثة مواسم، مشاركًا في 26 مباراة سجل خلالها 10 أهداف. ثم انتقل إلى نادي فاينورد في موسم 1997–98 في المرة الأولى لمدة موسم واحد ثم في موسم 2000–01 لمدة موسم واحد، حيث شارك طوالها في 25 مباراة سجل خلالها 7 أهداف. لينتقل بعدها إلى نادي وولفرهامبتون واندررز في موسم 1998–99 لمدة موسم واحد، مشاركًا في 18 مباراة سجل خلالها 6 أهداف. ثم انتقل إلى نادي إكسلسيور في موسم 1999–00 ولمدة موسمين، مشاركًا في 48 مباراة سجل خلالها 42 هدفًا. هذا وانتقل لاحقًا إلى نادي ويمبلدون في موسم 2001–02 ولمدة موسمين، مشاركًا في 63 مباراة سجل خلالها 42 هدفًا أيضًا. ثم انتقل بعدها إلى نادي وست هام يونايتد في موسم 2003–04 لمدة موسم واحد، مشاركًا في 39 مباراة سجل خلالها 10 أهداف. ليعود وينتقل من جديد، لكن هذه المرة إلى نادي ليستر سيتي في موسم 2004–05 ولمدة موسمين، مشاركًا في 49 مباراة سجل خلالها 17 هدفًا. لينتقل بعدها إلى نادي ويغان أتلتيك في موسم 2005–06 ولمدة موسمين، مشاركًا في 19 مباراة سجل خلالها هدفًا واحدًا. ثم لعب في نادي سندرلاند في موسم 2006–07 واستمر معه طيلة ثلاثة مواسم، مشاركًا في 39 مباراة سجل خلالها 13 هدفًا. ليعود ويرتحل عنه إلى نادي ساوثهامبتون في موسم 2009–10 واستمر معه طيلة ثلاثة مواسم، مشاركًا في 61 مباراة سجل خلالها 14 هدفًا. ثم انتقل إلى نادي بورتسموث في موسم 2012–13 واستمر معه طيلة ثلاثة مواسم، مشاركًا في 35 مباراة سجل خلالها 11 هدفًا. لينتقل بعدها إلى نادي أكسفورد يونايتد في موسم 2013–14 لمدة موسم واحد، مشاركًا في 16 مباراة سجل خلالها 4 أهداف. ثم انتقل إلى إيه أف سي ويمبلدون في موسم 2014–15 لمدة موسم واحد، مشاركًا في 8 مباريات سجل خلالها هدفًا واحدًا.

## روابط خارجية
- ديفيد كونولي على موقع الاتحاد الدولي (مؤرشف)  (الإنجليزية)
- ديفيد كونولي على موقع قاعدة بيانات كرة القدم.إي يو (الإنجليزية)
- ديفيد كونولي على موقع ناشيونال فوتبول تيمز (الإنجليزية)
- ديفيد كونولي على موقع Soccerbase.com (لاعب) (الإنجليزية)
- ديفيد كونولي على موقع Soccerway.com (الإنجليزية)
- ديفيد كونولي على موقع عالم كرة القدم.نت (الإنجليزية)
- ديفيد كونولي على موقع كووورة